# Thomas Geiger (Künstler)

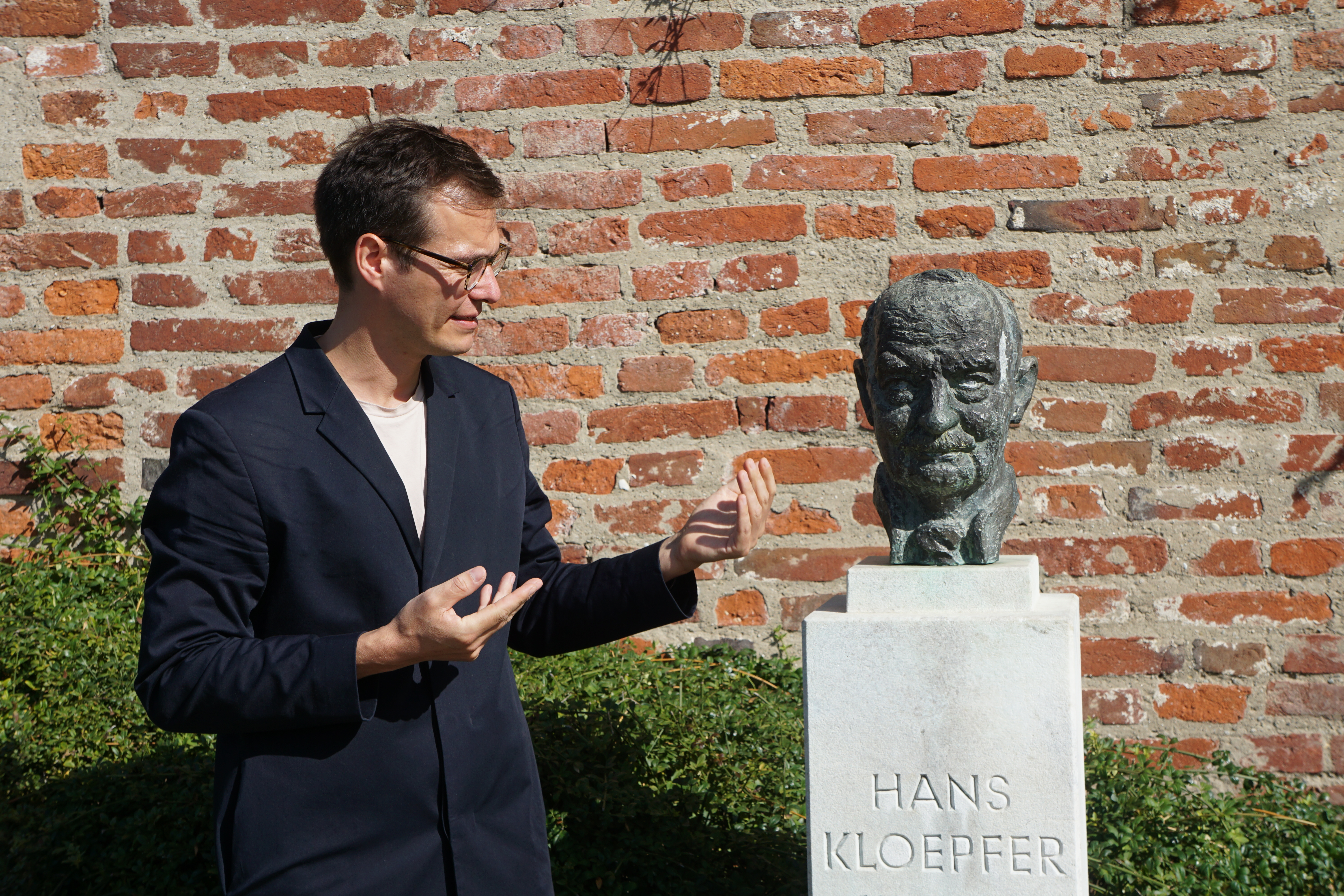
Thomas Geiger, Bust Talk-Hans Kloepfer, steirischerherbst, 2019

Thomas Geiger (* 1983 in Schopfheim) ist ein deutscher Künstler, dessen Arbeiten sich zwischen Performance, Skulptur und Sprache bewegen.

## Leben
Thomas Geiger studierte Freie Kunst an der Staatlichen Akademie der Bildenden Künste in Karlsruhe bei Meuser als Meisterschüler und Interdisziplinäre Kunst bei Jaan Toomik an der Eesti Kunstiakadeemia in Tallinn. Geiger lebt in Wien und wird von der Galerie Sperling in München vertreten. Er ist Mitbegründer von Mark Pezinger Books, einem Verlag für Künstlerbücher.
Geiger gab Vorträge und Workshops u. a an der HEAD Genève, EPFL (Lausanne), Universität für Angewandte Kunst (Wien), WITS (Johannesburg), SNDO (Amsterdam), Yale University Radio oder KASK (Gent). 

## Werk
Thomas Geiger nutzt Performance, Skulptur und Sprache in vielfältigen Kombinationen. Er schafft minimale Performanceeinheiten und fragmentarische Bühnensituationen, die zwischen verschiedenen Zeiten, Orten und Entitäten vermitteln. In Bust Talks führt Geiger Gespräche mit öffentlichen Büsten und Statuen und hilft ihnen, ihre Erfahrungen und Ansichten in der Gegenwart zu entfalten. In seiner Performance-Serie The Pigeons kommen eben diese Vögel in verschiedenen Städten zu Wort und halten Manifeste und Reden zum Thema öffentlicher Raum. Und seine Arbeit Being Kunsthalle Wien führt das Publikum durch das Unbewusste der Institution. Geigers Arbeit hebt die klassischen Abgrenzungen von öffentlichem, privatem und institutionellem Raum auf und bietet neue Erfahrungsmomente innerhalb des Vertrauten.
Seine Langzeitperformance I want to become a millionaire (seit 2010) reflektiert den Balanceakt zwischen künstlerischer und ökonomischer Produktion.
Gemeinsam mit Karsten Födinger gründete Thomas Geiger 2009 den Verlag für Künstlerbücher Mark Pezinger Books, den er heute mit der Grafikdesignerin Astrid Seme leitet.

## Ausstellungen und Performances (Auswahl)
Thomas Geiger realisierte Ausstellungen und Performances u. a. mit dem Capc Bordeaux (2023), Belvedere Wien (2023), Kunstverein Siegen (2023), CAC Brétigny (2022), Biennale für Freiburg (2021), Wiener Festwochen (2020), steirischer Herbst (2019&20), Kunsthalle Wien (2020), Museo de Arte Contemporáneo, Santiago de Chile (2019), Kunstverein Langenhagen (2019), Simultanhalle, Köln (2019), Museum Tinguely, Basel (2018), Despacio, San José (2018); Fondation d’entreprise Ricard, Paris, (2017), beursschouwburg, Brüssel (2015). In Begleitung des Österreichischen Kultur Forums und Diyalog realisiert er im Frühjahr 2023 Performances in Istanbul.

## Publikationen
- 2013: Bilder aus der Denkmaschine, Mark Pezinger Books, Wien
- 2013: What tree is that?, Mark Pezinger Books, Wien
- 2013: Optimism works both ways (mit David Sherry), Mark Pezinger Books, Wien
- 2017: Bricks to Perform, Mark Pezinger Books, Wien
- 2018: The Collection for the poor Collector, Edition Taube, München, ISBN 978-3-945900-15-4
- 2020: Peeing in Public, Mark Pezinger Books, Wien, ISBN 978-1-7921-1826-5
- 2021: The Dematerialization of the Art Object (for Kids), Mark Pezinger Books, Wien
- 2024: The Collection for the poor Collector, Edition Taube, München, ISBN 978-3-945900-98-7